# Chelmon muelleri
Chelmon muelleri – gatunek ryby z rodziny chetonikowatych (Chaetodontidae). Bywa hodowana w akwariach morskich.

## Występowanie
rafy koralowe Oceanu Spokojnego w płn. Australii i zach. Papui.

## Opis
Zamieszkują przybrzeżne rafy oraz estuaria. Pływają zwykle w parach. Osiągają ok. 20 cm długości. Żywią się bezkręgowcami.